# Zespół Buschkego-Ollendorff
Zespół Buschkego-Ollendorff (łac. dermatofibrosis lenticularis disseminata, ang. Buschke-Ollendorf syndrome) – rzadkie wrodzone schorzenie tkanki łącznej, polegające na współwystępowaniu licznych, małych znamion łącznotkankowych oraz osteopoikilozy (dysplazji kostnej kości długich miednicy, rąk i stóp). Zespół może być związany z mutacjami z utratą funkcji genu LEMD3 (MAN1) w locus 12q14. Jako pierwszy opisał tę chorobę Abraham Buschke w 1903 roku; następny opis przypadku podał Heinrich Ernst Albers-Schönberg w 1915. W 1928 Buschke i Helene Ollendorff Curth opisali drugi przypadek zespołu u 41-letniej kobiety. Termin zespołu Buschkego-Ollendorff wprowadził Schimpf i wsp. w 1979 roku.